# Alessandro Calazans
Alessandro Alves Calazans (Nilópolis, 6 de novembro de 1972) é um político brasileiro. Advogado e ex-vereador em Nilópolis, foi eleito deputado estadual no Rio de Janeiro, em 1998, pelo Partido Verde. Foi reeleito em 2002, em 2006, com 35.528 votos, e em 2010, novamente pelo PMN, com 44.549 votos.
Envolve-se em algumas polêmicas durante seu mandado como deputado, principalmente, quando presidiu a CPI. Segundo denúncia ele teria participado de negociatas em favorecimento do bicheiro Carlinhos Cachoeira.
No ano de 2013 perdeu seus direitos políticos no prazo de 5 anos em primeira instância.
Candidatou-se a prefeito de Nilópolis em 2008, mas foi derrotado por Sérgio Sessim (PP), tendo ocupado a terceira colocação, com 21% dos votos válidos mas sagrando-se prefeito do município, em 2012 com 48% dos votos válidos.
No dia 15 de julho, Alessandro Calazans filiou-se ao PMDB, visando melhorias para o município, aliando-se com seus companheiros de partido, Luiz Fernando Pezão e Domingos Brazão. Seu mandato como prefeito nilopolitano termina oficialmente em 31 de dezembro de 2016, sendo derrotado no primeiro turno das eleições pelo deputado estadual Farid Abrão David com 60,10% votos válidos, sendo que Calazans ficou com 33% votos válidos, de modo que  Farid Abrão David foi o mais votado para ser prefeito de Nilópolis em 2017.